# Altino Pinto de Magalhães
Altino Amadeu Pinto Magalhães GC C • GO A (Ribalonga, Carrazeda de Ansiães, 8 de maio de 1922 – Oeiras, 24 de janeiro de 2019) foi um general do Exército Português. Apesar de ser de tendência conservadora e nunca ter estado ligado a qualquer movimento de contestação ao Estado Novo, apoiou o golpe de estado do 25 de Abril de 1974. Fez o curso de Infantaria na Escola do Exército, o curso de Oficial de Transmissões e Informações, o curso geral e complementar de Estado-maior, e o curso de Altos Comandos.

## Biografia
Foi promovido a alferes em março de 1943, a tenente em dezembro de 1946, a capitão em dezembro de 1948, a major em dezembro de 1957, a tenente-coronel em maio de 1961, a coronel em maio de 1968, a brigadeiro em agosto de 1973, a general em fevereiro de 1976 e a general de 4 Estrelas em julho de 1979.
Começou por prestar serviço em Lamego, no Regimento de Infantaria 9, em São Miguel e Terceira, Angola (1946 -1948), Braga, de novo em Angola (1949-1953), Ministério do Exército (1953-1961), Funchal, de novo no Ministério (1963-1969), Quartel-general da Região Militar de Angola (1969/ /71), Estado-Maior do Exército, Região Militar de Angola no Comando da Região, Governo Militar dos Açores e Comando-Chefe das Forças Armadas dos Açores (1975-1976), Estado-Maior do Exército (1976-1979) e Estado-Maior-General das Forças Armadas (1979-1984).
Em 7 de fevereiro de 1955, foi agraciado com o grau de Oficial da Ordem Militar de Avis. Em 7 de novembro de 1962, foi elevado ao grau de Comendador e, em 31 de agosto de 1970, ao grau de Grande-Oficial desta mesma ordem.
Foi nomeado governador militar dos Açores, em 6 de janeiro de 1975, funções que desempenhou até 29 de agosto de 1976, acumulando o cargo com a presidência da Junta Regional dos Açores no período de 22 de agosto de 1975 a 29 de agosto de 1976. Terá sido responsável, nessa altura, pelas demissões dos governadores civis António Borges Coutinho e Oldemiro Cardoso de Figueiredo aquando da manifestação de 6 de junho de 1975. Ordenou a detenção de vários dos alegadamente envolvidos nos atos criminosos relacionados com a manifestação.
Também exerceu funções civis: governador do Distrito de Uíge (1972-1974), vogal da Junta Governativa de Angola (1974) e presidente da Junta Regional dos Açores (1975-1976).
Em 1985, aventou-se a sua candidatura à Presidência da República.
Foi presidente da Direção Central da Liga dos Combatentes, entre 1986 e 1996. Nessa qualidade, foi presidente da Comissão Executiva do Monumento Nacional aos Combatentes do Ultramar sugerido, em 29 de janeiro de 1987, pela Associação Nacional dos Combatentes do Ultramar.
A sua carreira militar regista 15 louvores ao nível de Comando, de Governador e de Ministro. Conta ainda com oito Medalhas nacionais, seis brasileiras, uma francesa e uma jugoslava. Das nacionais são das mais elevadas: Três (prata e ouro) de Serviços Distintos com Palma e a Grã Cruz da Ordem Militar de Cristo, em 3 de agosto de 1984, pela Presidência da República Portuguesa.
Enquanto diretor do Instituto da Defesa Nacional, foi o coordenador e corredator da sua publicação «Nação e Defesa», em 1983, e do Livro Branco da Defesa Nacional de 1986.
Fez igualmente parte, de um dos quarenta conselheiros, do Conselho Supremo da Sociedade Histórica da Independência de Portugal, nomeado em 30 de maio de 1986.
Possuía o curso de piloto de aviões de turismo.
Morreu a 24 de janeiro de 2019, aos 96 anos de idade, em Oeiras.